# Campionato europeo femminile di pallacanestro Under-18 2002
Il Campionato europeo femminile di pallacanestro Under-18 2002 (noto anche come FIBA EuroBasket Women Under-18 2002) si è svolto in Slovenia, a Škofja Loka.

## Classifica finale
| Campione d'Europa | Campione d'Europa | Campione d'Europa |
| ----------------- | ----------------- | ----------------- |
| Russia            |                   |                   |
| Argento           | Francia           |                   |
| Bronzo            | Rep. Ceca         |                   |
| 4.                | Slovacchia        |                   |
| 5.                | Spagna            |                   |
| 6.                | Polonia           |                   |
| 7.                | Grecia            |                   |
| 8.                | Croazia           |                   |
| 9.                | Italia            |                   |
| 10.               | Slovenia          |                   |
| 11.               | Finlandia         |                   |
| 12.               | Romania           |                   |